# Lionycteris
Genre
Lionycteris est un genre de chauves-souris de la famille des Phyllostomidae.

## Liste des espèces
- Lionycteris spurrelli Thomas, 1913